# Erinnerungen an die Zukunft
Erinnerungen an die Zukunft (Untertitel Ungelöste Rätsel der Vergangenheit) ist das erste Sachbuch des Schweizer Autors Erich von Däniken. Es wurde im Jahr 1968 im Econ Verlag veröffentlicht, wurde insbesondere im deutschsprachigen Raum ein großer Verkaufserfolg und rückte die zum Bereich der Präastronautik zählenden Thesen von Dänikens ins Interesse der breiten Öffentlichkeit.

## Entstehung
Nach eigenen Angaben des Autors wurden für die Recherchen zu Erinnerungen an die Zukunft in den Jahren 1966 und 1967 Reisen in einer Gesamtstrecke von mehr als 100.000 km unternommen. Von Däniken will diese Reisen außerhalb des Saisonbetriebes seines Hotels in Davos unternommen haben.
Das Manuskript zu Erinnerungen an die Zukunft wurde im Sommer 1967 beim Econ-Verlag eingereicht, von den Lektoren des Verlages jedoch für ungenügend befunden. Der Verleger Erwin Barth von Wehrenalp wurde damit zitiert, das Manuskript sei „das Produkt eines emotionalen Nichtschriftstellers“ gewesen. Aus diesem Grund wurde Erinnerungen an die Zukunft von Utz Utermann alias Wilhelm Roggersdorf bearbeitet, der im Impressum als „Bearbeitung“ geführt wird. Angaben aus dem Umfeld des Verlags sprachen davon, dass Utermann den Text „total um[ge]schrieb[en]“ habe.

## Inhalt
Erinnerungen an die Zukunft gliedert sich in insgesamt zwölf Kapitel nebst Vorwort, Einleitung, Literaturverzeichnis und Register.
Die Inhalte der einzelnen Kapitel sind:
1. Kapitel: Die Möglichkeiten außerirdischen Lebens in der Milchstraße werden erörtert. Hierzu wird eine der Drake-Formel ähnliche Rechnung von Willy Ley bezüglich der Anzahl möglicher Planeten mit zivilisierten Lebensformen herangezogen. Zum Ende des Kapitels theorisiert von Däniken, innerhalb mehrerer 10.000 Jahre könnten Zivilisationen bereits mehrfach entstanden und wieder in Barbarei versunken sein.
2. Kapitel: Von Däniken illustriert einen interstellaren Raumflug, auf dem die Raumfahrer unter der Wirkung der Zeitdilatation stehen. Hierzu wird die Begegnung mit den primitiven Einwohnern eines fremden Planeten geschildert, wobei insbesondere die Möglichkeiten zur Einbindung der „Wilden“ in die Arbeit der Expedition und die Eindrücke der Technik auf die Ureinwohner betont werden. Von Däniken fasst anschließend die Nachwirkungen dieser Expedition dahingehend zusammen, dass sich die Ureinwohner die Expedition rückblickend als Besuch von Göttern verklären und hiervon Zeugnisse in Form von Höhlenmalereien und Felszeichnungen ablegen, deren unzulängliche Mittel aber den Tatsachen nicht gerecht werden.
3. Kapitel: Es werden verschiedene Besonderheiten aus der Menschheitsgeschichte angeführt. Dies sind unter anderem die Karte des Piri Reis, die Nazca-Linien, die Ruinenstätte Tiwanaku und die Eiserne Säule in Delhi. Das Unverständnis von Archäologie und Geschichtswissenschaft gegenüber derartigen Objekten wird thematisiert.
4. Kapitel: Schilderungen von Objekten und Ereignissen aus der Bibel werden als technische Errungenschaften und Ereignisse interpretiert. Angeführte Beispiele sind hier die Bundeslade, die als Gegensprechanlage zu Jahwe verstanden wird, der als nuklearer Angriff gedeutete Untergang von Sodom und Gomorrha, das Buch Ezechiel und die Geburt Noahs in der Familie des Lamech, die als genetischer Eingriff einer höheren Macht dargestellt wird.
5. Kapitel: Dieses Kapitel thematisiert das Gilgamesch-Epos. Insbesondere werden die Rolle der göttlichen Abstammung des Gilgamesch und die Ähnlichkeiten zwischen der Sintflut im Epos und jener in der Bibel hervorgehoben.
6. Kapitel: Dieses Kapitel behandelt verschiedene Themen. Zum einen sind dies Kalender mit ihren Bezügen zu den Zyklen der Himmelsmechanik, zum anderen werden einige Schilderungen aus dem Mahabharata aufgenommen, die vornehmlich Vimanas betreffen. Zum Ende des Kapitels werden Möglichkeiten erörtert, das errungene Wissen einer Zivilisation über ihren Untergang hinaus zu bewahren.
7. Kapitel: Es werden verschiedene Bauten des Altertums thematisiert, und zwar die Terrasse von Baalbek und die Pyramiden von Gizeh. Es wird in Zweifel gezogen, dass diese Bauwerke von den Ägyptern selber errichtet wurden, und stattdessen die Einflussnahme moderner Technik einer fortgeschrittenen Zivilisation vorgeschlagen. Auch der Zweck der Pyramiden und des altägyptischen Totenkults wird als mögliche Fehlinterpretation von Kryonik angesehen, was auch auf andere Beispiele von Mumifizierungen ausgebreitet wird.
8. Kapitel: Die Osterinsel, ihre unklare Geschichte und die Moais werden behandelt. Von Däniken stellt hierbei eine Verbindung zwischen den Inseln und Tiwanaku her.
9. Kapitel: Die Maya und ihre Beziehungen zur Astronomie und ihr Kalender sind Inhalt dieses Kapitels. Das astronomische Wissen des Altertums bzw. seine Herkunft werden infrage gestellt, was am Mechanismus von Antikythera und anderen heute als Out-of-Place-Artefakten bezeichneten archäologischen Funden dargestellt wird.
10. Kapitel: Die schnell fortschreitende Entwicklung der Raumfahrt, ihre Perspektiven für die Zukunft und ihr Einfluss auf die technische Entwicklung der Menschheit werden dargelegt. Für letzteres werden Beispiele wie die Erfindung des Herzschrittmachers herangezogen. Anschließend werden einige Fälle von UFO-Sichtungen und das Tunguska-Ereignis geschildert. Letzter Teil dieses Kapitels ist die Überlegung, ob auf dem Mars eine Zivilisation existiert haben könnte und es sich bei den Monden Phobos und Deimos um künstliche Satelliten handeln könnte.
11. Kapitel: Dieses Kapitel behandelt zum einen die Versuche, mit Radiowellen Kontakt zu außerirdischen Zivilisationen aufzunehmen. Anschließend wird die Möglichkeit von Kommunikation über Telepathie angesprochen und am Beispiel des amerikanischen Mediums Edgar Cayce ausgeführt. Weiter thematisiert von Däniken die Drake-Formel und die Planungen für einen bemannten Marsflug seitens der USA. Abschließend folgt ein kurzes Gespräch mit Wernher von Braun über außerirdisches Leben.
12. Kapitel: Das letzte Kapitel betont noch einmal den technischen Fortschritt der Menschheit und die Art und Weise, wie er durch „Denkfabriken“ organisiert werde.

## Rezeption und Kritik
Erinnerungen an die Zukunft wurde im Februar 1968 in einer Erstauflage in Höhe von 6.000 Exemplaren veröffentlicht und entwickelte sich schnell zu einem Verkaufsschlager. Bereits ein Jahr nach Veröffentlichung notierte Der Spiegel, Erinnerungen an die Zukunft habe sich bis Ende Februar 1969 in der Bundesrepublik Deutschland knapp 210.000 mal verkauft. Bis Ende September des Jahres wurden insgesamt 350.000 Exemplare verkauft. Bis Ende September 1970 wurden 600.000 verkaufte Exemplare registriert. Die Begeisterung über das Buch und die darin verbreiteten Ideen wurden zeitweilig mit der Wortschöpfung „Dänikitis“ bezeichnet.
An den Einnahmen aus dem Verkauf des Buches war Erich von Däniken mit einer Gewinnbeteiligung in Höhe von 7 % beteiligt, weitere 3 % gingen an Wilhelm Roggersdorf.
Über die Qualitäten des Buches notierte die zeitgenössische Kritik, von Däniken bearbeite seine Thesen „dankenswerterweise ohne tierischen Ernst, verzeihlicherweise mit Phantasie“, ziehe dabei aber auch „nicht geringen Nutzen […] aus der freilich schwerlich zu widerlegenden Behauptung, die moderne Wissenschaft habe zahlreiche Funde bis heute nicht schlüssig erklären können.“
Als besonders zuträglich für die Wirkung des Buches machte der Sozialpsychologe Hans Anger unter anderem „das Gefühl [aus], den Anfängen eines hitzigen Glaubensstreites beizuwohnen“. Weiter äußerte Anger die Überzeugung, von Däniken biete inhaltlich im Grunde „auf den Kopf gestellte Science-fiction“. Das Buch sei dabei „zwar vom naturwissenschaftlichen Allgemeinverständnis her nicht direkt angreifbar“, lasse aber „der Phantasie des technologischen Laien viel mehr Spielraum, als es die manchmal bis ins letzte Detail ausgefeilte Science-fiction-Literatur tu[e]“. Anger fasste seinen Standpunkt damit zusammen, dass das Buch einen „Wunderglauben“ verbreite, der die „Flucht in ein Pseudoverständnis der Wirklichkeit“ darstelle.
Nach Veröffentlichung des Buches erhob der französische Autor Robert Charroux Vorwürfe, Erinnerungen an die Zukunft sei ein Plagiat seines Buches Phantastische Vergangenheit aus dem Jahre 1963. Von Däniken konterte hierauf, dass Charroux selber das Buch Aufbruch ins dritte Jahrtausend von Louis Pauwels und Jacques Bergier plagiiert habe, das im Original 1960 erschienen war. Eine weitere Reaktion bestand darin, das Buch von Charroux in späteren Ausgaben in das Literaturverzeichnis aufzunehmen.
Erich von Dänikens Hauptthemen aus dem Jahre 1968, wie zum Beispiel „die Götter waren Astronauten“, wurden bereits im Jahre 1951 in dem Science-Fiction-Roman Reich im Mond von Manfred Langrenus (Friedrich Hecht) ausführlich beschrieben.

## Dokumentarfilm
Im Jahr 1970 wurde der Dokumentarfilm Erinnerungen an die Zukunft von Harald Reinl veröffentlicht. Der Film basiert auf dem gleichnamigen Buch von Erich von Däniken und wurde 1971 für den Oscar in der Kategorie Bester Dokumentarfilm nominiert.